# Comuna Huta-Borovenska, Kamin-Kașîrskîi
Huta-Borovenska (în ucraineană Гута-Боровенська) este o comună în raionul Kamin-Kașîrskîi, regiunea Volînia, Ucraina, formată din satele Huta-Borovenska (reședința) și Mali Holobî.

## Demografie
Componența lingvistică a satului Huta-Borovenska
     Ucraineană (99,92%)
     Alte limbi (0,08%)
Conform recensământului din 2001, majoritatea populației satului Huta-Borovenska era vorbitoare de ucraineană (99,92%), existând în minoritate și vorbitori de alte limbi.